# 10102 Digerhuvud
A 10102 Digerhuvud (ideiglenes jelöléssel 1992 DA6) a Naprendszer kisbolygóövében található aszteroida. Az UESAC program keretében fedezték fel 1992. február 29-én.